# ラモン・モラレス
ラモン・モラレス（Ramón Morales Higuera、1975年10月10日 - ）は、メキシコの元サッカー選手。元メキシコ代表。ポジションはミッドフィールダー。

## 経歴
2001年7月にコパ・アメリカ2001でメキシコ代表デビュー、決勝までの全6試合に出場し、準優勝した。2002 FIFAワールドカップ、2006 FIFAワールドカップにも出場、ともにベスト16だった。2007年にはCONCACAFゴールドカップで準優勝、コパ・アメリカで3位となった。メキシコ代表として通算56試合に出場、6得点をあげた。

## 代表歴

### 出場大会
- メキシコ代表
  - 2002 FIFAワールドカップ
  - 2006 FIFAワールドカップ

### 試合数
- 国際Aマッチ 56試合 6得点（2001年-2007年）[1]

| メキシコ代表 | 国際Aマッチ | 国際Aマッチ |
| 年           | 出場        | 得点        |
| ------------ | ----------- | ----------- |
| 2001         | 12          | 1           |
| 2002         | 9           | 1           |
| 2003         | 6           | 0           |
| 2004         | 3           | 1           |
| 2005         | 12          | 2           |
| 2006         | 5           | 0           |
| 2007         | 9           | 1           |
| 通算         | 56          | 6           |